# Chris Buck
Chris Buck, né le 24 février 1958 à Wichita, au Kansas, est un réalisateur, scénariste et animateur américain. Il travaille actuellement pour les studios Disney.

## Biographie
À la fin des années 1970, le Disney Training Program permet d'embaucher de jeunes animateurs ayant étudié à CalArts. Chris Buck étudie deux ans au California Institute of the Arts (CalArts), et fait partie de la première classe d'animation de personnages, très talentueuse. Il est embauché par Disney en 1978 et travaille sur Rox et Rouky (1981). Une fois la production de ce long métrage achevé, il participe à différents projets dont la pré-production de Qui veut la peau de Roger Rabbit (1988) en 1981-1982, l'animation du Noël de Mickey (1983), le storyboard de Frankenweenie (1984) de Tim Burton et le scénario et l'animation de Fou de foot (1987).
Chris Buck quitte les studios Disney pour rejoindre les studios Hyperion Pictures de Tom Wilhite et travaille sur Le Petit Grille-pain courageux (1987) et Bébé's Kids (1992). Il travaille ensuite pour Warner Bros sur Box-Office Bunny (1990) de Darrell Van Citters. 
Buck revient chez Disney pour Pocahontas : Une légende indienne (1995) et co-réalise Tarzan (1999). Durant la production de La ferme se rebelle (2004), il quitte à nouveau Disney pour rejoindre Sony pour écrire le scénario et réaliser Les Rois de la glisse. John Lasseter le convainc de revenir une nouvelle fois chez Disney en 2008 pour développer un projet intitulé La Reine des neiges (2013). Il réalise la suite La Reine des neiges 2 (2019).

## Filmographie

### Réalisateur
- 1993 : Family Dog (1 épisode)
- 1999 : Tarzan (avec Kevin Lima)
- 2007 : Les Rois de la glisse (Surf's Up) (avec Ash Brannon)
- 2013 : La Reine des neiges (Frozen) (avec Jennifer Lee)
- 2019 : La Reine des neiges 2 (Frozen 2) (avec Jennifer Lee)
- 2023 : Wish : Asha et la Bonne Étoile (Wish) (avec Fawn Veerasuynthorn)[3]

### Scénariste
- 1995 : Pocahontas de Mike Gabriel et Eric Goldberg
- 2007 : Les Rois de la glisse, coscénariste avec Ash Brannon, Christopher Jenkins et Don Rhymer
- 2013 : La Reine des neiges, histoire originale avec Jennifer Lee et Shane Morris
- 2019 : La Reine des neiges 2, histoire originale avec Jennifer Lee, Marc E. Smith, Kristen Anderson-Lopez et Robert Lopez
- 2025 : La Reine des neiges 3, histoire originale avec Jennifer Lee,
- NBA : La Reine des neiges 4, histoire originale avec Jennifer Lee,

### Acteur
- 1979 : Doctor of Doom (court métrage) de Tim Burton : Pepe (voix)
- 2007 : Les Rois de la glisse : le réalisateur (voix)

### Animateur
- 1981 : Rox et Rouky
- 1982 : Fun with Mr. Future
- 1987 : Histoires fantastiques (1 épisode)
- 1987 : Fou de foot
- 1987 : Le Petit Grille-pain courageux
- 1988 : Oliver et Compagnie
- 1989 : La Petite Sirène
- 1990 : Bernard et Bianca au pays des kangourous
- 1990 : Box-Office Bunny
- 1990 : L'Excellente Aventure de Bill et Ted (13 épisodes)
- 1992 : Bébé's Kids (en)
- 1995 : Pocahontas
- 2004 : La Ferme se rebelle
- 2004 : Mickey, il était deux fois Noël
- 2010 : Not Your Time